# Римски салют
Римският салют (на италиански: saluto romano) е жест с изправена напред дясна ръка с длан, обърната надолу и прибрани пръсти.
Най-ранното сведение за него е картината на Жак-Луи Давид „Клетвата на Хорациите“ от 1784 година. Въпреки че няма свидетелства римският салют да е използван там, в популярната култура на XIX век той започва да се свързва с Древен Рим. В началото на XX век той е възприет като символ на фашизма, а по-късно и от други сродни движения, например германския хитлеристки поздрав, бранниците в България и др. Фашистите разглеждат римския поздрав като алтернатива на буржоазното ръкостискане, а освен това като „по-хигиеничен, по-естетичен, както по-кратък и ясен“.